# Одесса (Делавэр)
Одесса (англ. Odessa) — город в США, на севере штата Делавэр. В XVIII—XIX веках был крупным торговым центром, но позднее при строительстве железной дороги оказался в стороне от неё и утратил своё значение. Сегодня известен как город, в котором много архитектурных памятников колониального стиля. Среди них: особняк Корбита-Шарпа, квакерская молельня, старая церковь Драуера. Центр города внесён в Национальный реестр исторических мест США.
Население города составляет 364 человека, согласно переписи 2010 года, 360 человек согласно оценкам 2019 года (44-й по количеству жителей город штата).